# Matilda Chaplin Ayrton
Matilda Charlotte Ayrton (née Chaplin; Honfleur, 22 juni 1846 - Londen, 19 juli 1883) was een Britse arts. Ze was een van de Edinburgh Seven, een groep van vrouwelijke studenten die in maart 1869 geneeskunde ging studeren aan de Universiteit van Edinburgh.

## Biografie
Matilda Charlotte Chaplin werd in 1846 geboren in Honfleur, Frankrijk, als dochter van Engelse ouders John Clarke Chaplin, een advocaat uit Watlington, Norfolk, en Matilda Adriana Ayrton uit Chelsea, Londen. Het gezin woonde in Edgbaston waar een aantal van haar oudere broers en zussen werden geboren en keerde kort na haar geboorte terug naar Engeland. Ze werd in december 1846 gedoopt in de St George's Church (Edgbaston) voordat het gezin naar Kensington verhuisde.
Nadat ze eerst kunst had gestudeerd, begon ze in 1867 met de studie geneeskunde, en bleef dit doen tot aan haar dood. Ze bracht twee jaar door aan het Ladies' Medical College en nadat ze in 1869 het toelatingsexamen in de Apothecaries' Hall had behaald, presenteerde ze zich voor het latere examen, maar werd haar de toegang geweigerd op grond van haar geslacht.

### Edinburgh Seven
Chaplin reageerde op een advertentie van Sophia Jex-Blake om zich aan te sluiten bij een groep vrouwen om te kunnen toegelaten te worden aan de Universiteit van Edinburgh. Een aanvraag werd ingediend in de zomer van 1869 namens de groep van aanvankelijk vijf vrouwen (later in het jaar kwamen er nog twee bij om de Edinburgh Seven te vormen). De groep bestond uit Mary Anderson, Emily Bovell, Matilda Chaplin, Helen Evans, Sophia Jex-Blake, Edith Pechey en Isabel Thorne). De groep vroeg om een toelatingsexamen en het recht om alle lessen en examens bij te wonen die nodig waren voor een graad in de geneeskunde. Deze aanvraag werd goedgekeurd door de universiteitsrechtbank en de Universiteit van Edinburgh werd de eerste Britse universiteit die vrouwen toeliet.
De vrouwelijke studenten kregen meer en meer met vijandigheid te maken. Ze ontvingen obscene brieven, werden naar huis gevolgd, er werd vuurwerk aan de voordeur bevestigd en er werd met modder en afval naar hen gegooid. Invloedrijke leden van de medische faculteit overtuigden de universiteit er uiteindelijk van om de vrouwen hun afstuderen te weigeren door in beroep te gaan bij hogere rechtbanken. De rechtbank oordeelde uiteindelijk dat de vrouwen die een diploma hadden behaald nooit aan de cursus hadden mogen deelnemen. Hun diploma's werden ingetrokken en de campagne in Edinburgh mislukte in 1873. Een aantal van de vrouwen gingen naar Europese universiteiten die vrouwen al toestonden af te studeren en voltooiden daar hun studie.

### Medische studies en carrière
In 1871 besloot ze haar opleiding in Parijs te voltooien, waar ze alle faciliteiten kreeg. Aan de Universiteit van Parijs behaalde ze de graden Bachelier ès-Sciences en Bachelier ès-Lettres.
In 1872 trouwde ze met haar neef, de bekende wetenschapper William Edward Ayrton, een student uit Edinburgh en een vooraanstaande leerling van Sir William Thomson. Begin van het jaar daarop behaalde ze een certificaat in verloskunde aan de London Obstetric Society, de enige medische kwalificatie die destijds voor vrouwen in Engeland verkrijgbaar was. Kort daarna vergezelde ze haar man naar Japan, waar hij was benoemd tot hoogleraar aan het Imperial College of Engineering in Tokio.
Terwijl ze in Japan was, deed ze antropologisch onderzoek en opende ze een school voor Japanse vroedvrouwen, waar ze les gaf met de hulp van een tolk. In 1877 kreeg ze tuberculose, waardoor ze naar Europa moest terugkeren. In 1879 behaalde ze haar diploma medicijnen in Parijs en presenteerde als haar proefschrift de resultaten van haar Japanse studies, die werden gedrukt onder de titel Recherches sur les dimensioni générales et sur le développement du corps chez les Japonais (Parijs, 1879). In 1880 werd ze licentiaat aan het King and Queen's College of Physicians in Ierland, waar ze de enige vrouwelijke kandidaat was voor de examens. In 1880 verhuisde ze naar Londen, waar ze voornamelijk oogziekten bestudeerde in het Royal Free Hospital. Als gevolg van haar tuberculose bleef haar gezondheid achteruitgaan en de daaropvolgende twee winters zette ze haar studie in het buitenland voort in een warmer klimaat. De eerste winter bracht ze door in het ziekenhuis van Algiers en daarna in het fysiologisch laboratorium van Montpellier. Ayrton overleed op 19 juli 1883 op 37-jarige leeftijd in Londen.

## Erkenning
De Edinburgh Seven ontvingen op 6 juli 2019, 150 jaar nadat zij zouden hebben moeten afstuderen, postuum een eredoctoraat van de Universiteit van Edinburgh. De diploma's werden door een huidige groep vrouwelijke studenten van de Edinburgh Medical School in ontvangst genomen. De diploma-uitreiking was de eerste van een reeks evenementen die door de Universiteit van Edinburgh waren gepland om de prestaties en het belang van de Edinburgh Seven te herdenken.
- CiNii: DA05821285
- Bibliotheek van het Japanse parlement: 00769366
- Virtual International Authority File: 260872587